# Myśli samobójcze
Myśli samobójcze, inaczej myśli suicydalne lub tendencje samobójcze (ang. suicidal ideation, od łac. suicidium, samobójstwo) – objaw psychopatologiczny definiowany jako tendencje i procesy poznawcze dotyczące zakończenia własnego życia, począwszy od myśli, że życie nie jest warte życia, poprzez konkretne plany uśmiercenia siebie, a skończywszy na intensywnych urojeniach związanych z autodestrukcją.
Najczęściej myśli samobójcze spotyka się w przebiegu zaburzeń psychicznych takich jak: zaburzenia depresyjne, zaburzenia afektywne dwubiegunowe, zaburzenia psychotyczne, zaburzenia osobowości, zaburzenia odżywiania, zaburzenia nerwicowe czy też zaburzenia związane ze stresem. Myśli samobójcze wiążą się z podwyższonym ryzykiem wystąpienia prób samobójczych, dokonania samobójstwa i uważane są za prekursory zachowań samobójczych.
Obecność myśli samobójczych wiąże się także z występowaniem różnych przejawów autoagresji m.in. z samookaleczeniami, eksponowaniem się na sytuacje zagrażające zdrowiu lub życiu, jak również ze stosowaniem substancji psychoaktywnych.

## Epidemiologia
W populacji ogólnej rozpowszechnienie myśli samobójczych w roku poprzedzającym ocenę jest szacowane na ok. 4%, tworzenia planów samobójczych – na ok. 1%, natomiast ryzyko podjęcia próby samobójczej – na ok. 0,5% (według ankietowych badań wielkoskalowych przeprowadzonych w Stanach Zjednoczonych i Francji). W większości krajów od 10% do 18% osób miało myśli samobójcze w ciągu całego swojego życia.

## Czynniki ryzyka

### Zaburzenia psychiczne

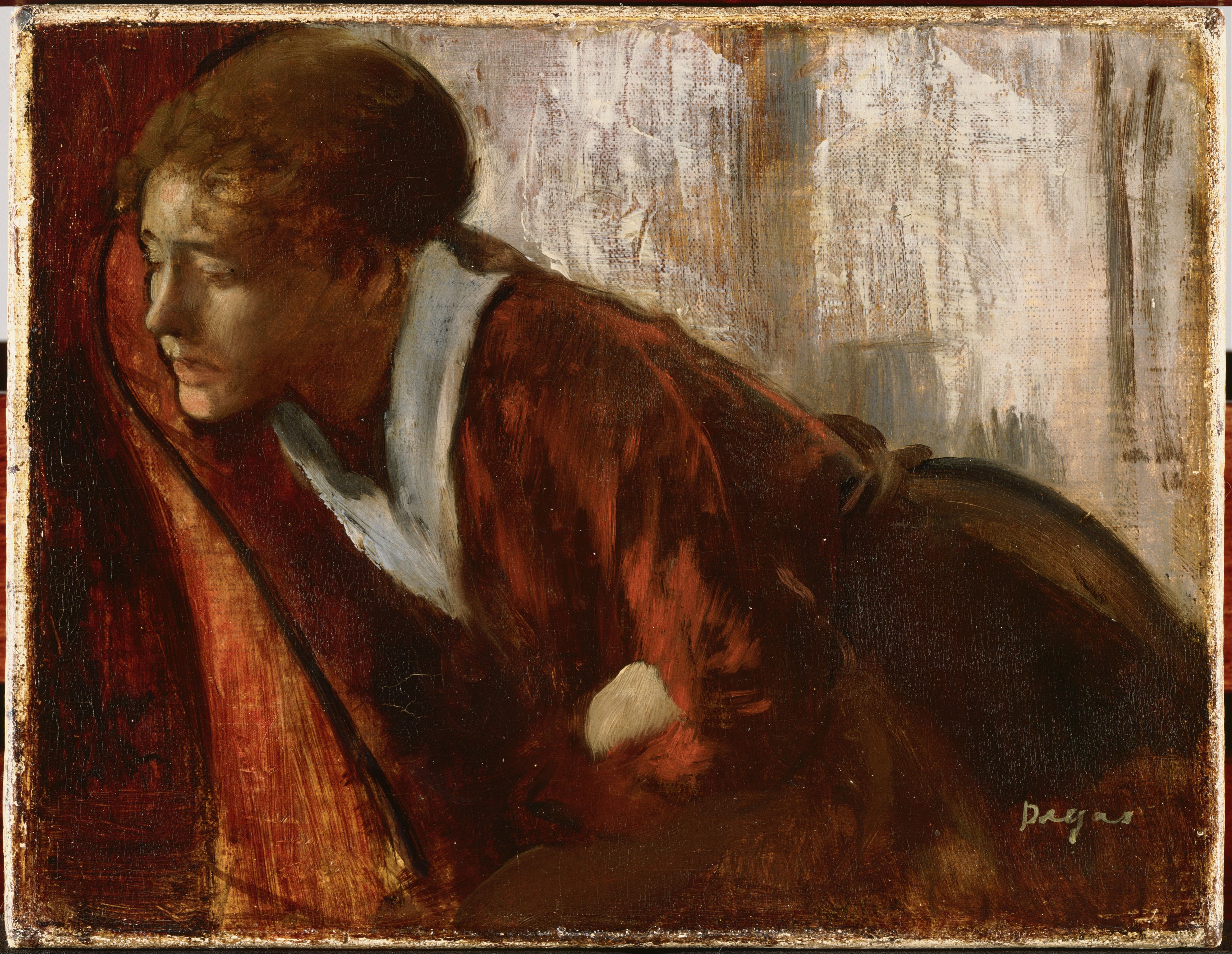
Obraz Melancholia autorstwa Edgara Degasa przedstawiający osobę pogrążoną w depresji, w przebiegu której mogą występować myśli samobójcze.

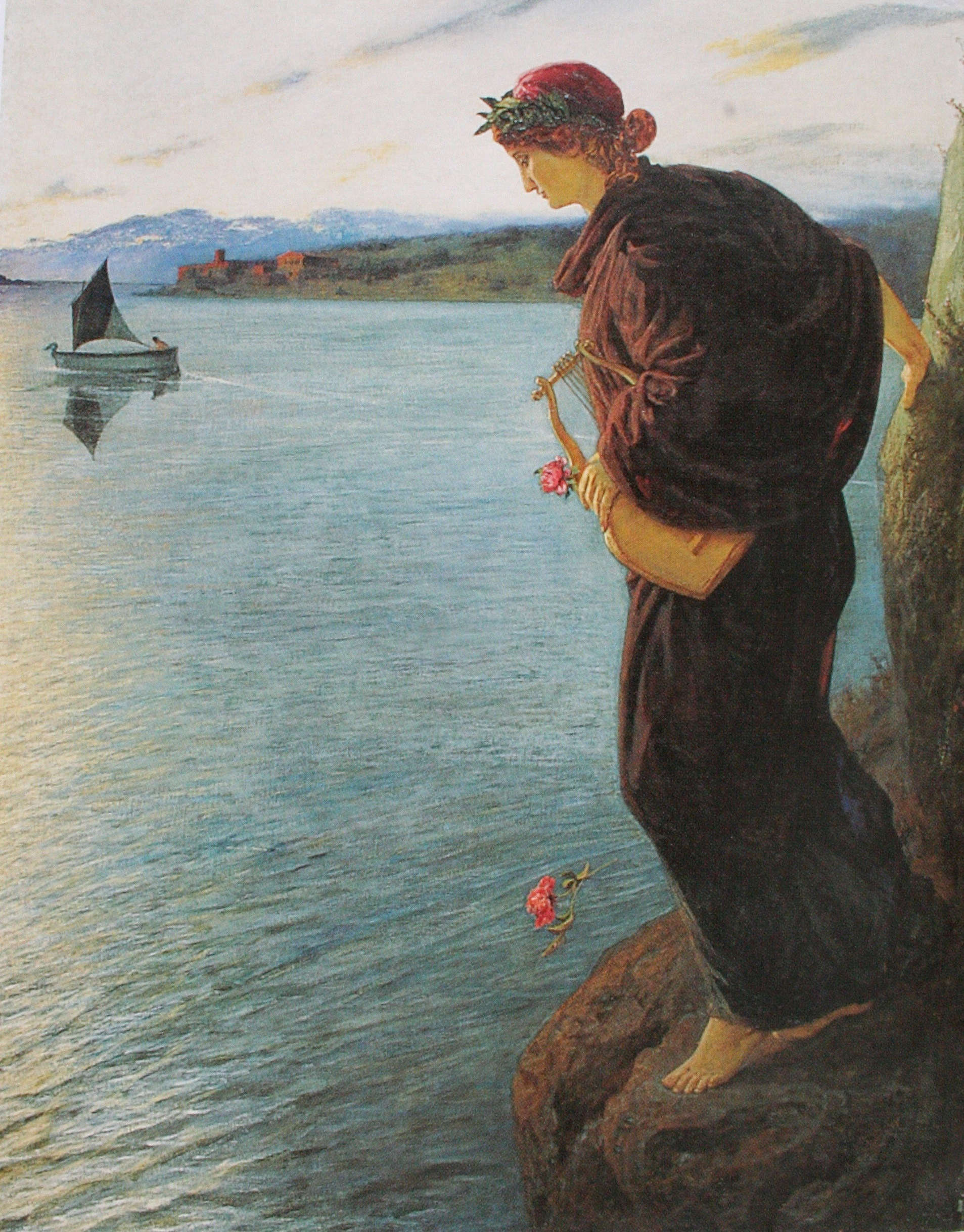
Sappho (1897) autorstwa Ernsta Stückelberga

Zaburzenia psychiczne należą do najlepiej poznanych czynników ryzyka wystąpienia myśli samobójczych. W badaniach przeprowadzonych na pacjentach z chorobą afektywną dwubiegunową typu I stwierdzono, że u ok. 55% pacjentów myśli samobójcze były obecne podczas ostatniego przebytego przez nich epizodu depresyjnego. Z kolei podczas ostatniego epizodu dużej depresji jednobiegunowej myśli samobójcze występują u 76% pacjentów psychiatrycznych hospitalizowanych, u 55% pacjentów leczonych poza szpitalem przez psychiatrów oraz u 18% pacjentów leczonych w ramach podstawowej opieki zdrowotnej. Samobójstwo jest przyczyną śmierci ok. 15% osób z rozpoznanymi nawracającymi zaburzeniami nastroju (zaburzeniami afektywnymi). Przyjmuje się, że wśród pacjentów z zaburzeniami osobowości myśli samobójcze spotykane są szczególnie często w przypadku zaburzeń osobowości typu borderline. Do zaburzeń, w których istnieje znacząco zwiększone ryzyko wystąpienia myśli samobójczych zaliczyć można między innymi także:
- Zaburzenia lękowe
- Spektrum zaburzeń autystycznych
- Dystymia
- Zespół nadpobudliwości psychoruchowej z deficytem uwagi (ADHD)
- Zespół stresu pourazowego (PTSD)[15]
- Psychoza
- Schizofrenia[15]
- Cielesne zaburzenie dysmorficzne[15]
- Dysforia płciowa
- Zaburzenia psychiczne i zaburzenia zachowania spowodowane nadużywaniem substancji[16][17]

Około 1/3 pacjentów zgłaszających się do leczenia psychoterapeutycznego z powodu zaburzeń nerwicowych, behawioralnych lub zaburzeń osobowości zgłasza występowanie myśli samobójczych w ciągu ostatnich 7 dni poprzedzających badanie. Według fińskich badań w 22% przypadków samobójstw podczas swojej ostatniej wizyty u lekarza lub psychologa chory informował o występowaniu myśli samobójczych.

### Czynniki biologiczne i genetyczne
Stwierdzono, że do czynników ryzyka wystąpienia myśli samobójczych należą:
- polimorfizm genu 5-HTTLPR kodującego transporter serotoniny[18],
- wysoki stopień metylacji promotora genu kodującego neurotroficzny czynnik pochodzenia mózgowego[19][20].

### Obciążające sytuacje życiowe
Część obciążających, będących źródłem stresu, bólu lub cierpienia sytuacji życiowych może predysponować do wystąpienia myśli samobójczych – do najistotniejszych z nich należą:
- nadużywanie substancji psychoaktywnych, w tym zespół zależności alkoholowej,
- utrata rodziny lub przyjaciół,
- utrata pracy,
- nieplanowana ciąża,
- bycie ofiarą zastraszania (ang. bullying),
- częste bycie narażonym na przemoc, a zwłaszcza bycie ofiarą przemocy fizycznej w okresie dzieciństwa,
- podejmowanie prób samobójczych w przeszłości,
- znaczne i niechciane przybranie na wadze u kobiet,
- doświadczenia nadużycia seksualnego, zwłaszcza w okresie dzieciństwa lub dojrzewania,
- pochodzenie z rodziny dysfunkcjonalnej.

## Rola myśli samobójczych w teoretycznych modelach zachowań samobójczych

### Koncepcja zespołu presuicydalnego autorstwa Erwina Ringela
Wśród modeli teoretycznych tłumaczących występowanie zachowań samobójczych (w tym prób samobójczych i samobójstw), które akcentują znaczenie myśli samobójczych, wymienić należy opisaną przez Erwina Ringela w 1953 roku koncepcję zespołu presuicydalnego. Według tej teorii około 80% prób samobójczych jest poprzedzonych występowaniem specyficznego stanu psychicznego określanego mianem zespołu presuicydalnego. Na stan ten składają się trzy główne, wzajemnie wzmacniające się komponenty (prekursory samobójstwa):
- zawężenia następujących obszarów funkcjonowania:
  - zawężenie dynamiczne (dominują negatywne uczucia i myśli, pesymizm, antycypowanie nieszczęść, lęk, niskie poczucie własnej wartości, poczucie bezradności, koncentracja na poniesionych stratach),
  - zawężenie sytuacyjne (niedostrzeganie możliwości zmiany swojej sytuacji, poczucie znalezienia się w sytuacji bez wyjścia, brak nadziei odbiera poczucie sensu i udaremnia podejmowanie konstruktywnych działań),
  - zawężenie systemu wartości (dewaluacja wcześniej cenionych wartości, rezygnacja z zainteresowań i z kontaktów z innymi),
  - zawężenie relacji interpersonalnych (wycofanie społeczne, osamotnienie, poczucie odrzucenia);
- kumulowanie się agresji i napięcia, które najpierw są powstrzymywane, a ostatecznie zostają zwrócone do wewnątrz, tj. przeciwko samemu sobie, czego wyrazem może być samobójstwo;
- pojawienie się fantazji (myśli samobójczych), w których samobójstwo jest błędnie postrzegane jako korzystne i pożądane rozwiązanie.

Zespołu presuicydalnego nie należy przypisywać jednej określonej chorobie czy zaburzeniu psychicznemu. Jest to stan, który może wystąpić w przebiegu wielu różnych zaburzeń psychicznych. Jako stan bezpośredniego zagrożenia życia zespół presuicydalny wymaga bezzwłocznego udzielenia pomocy, objęcia dozorem celem udaremnienia ewentualnej próby samobójczej oraz jak najszybszego objęcia opieką medyczną.

### Dynamiczne składowe motywacyjne aktu samobójczego w ujęciu Karla Menningera
W swoich koncepcjach należących do nurtu psychodynamicznego Karl Menninger podkreśla rolę agresji w akcie samobójczym (nie jest jednak jasne, na ile, według założeń autora, uzasadniona jest ekstrapolacja owych koncepcji na myśli samobójcze). W swoich pracach akt ten określa jako odwrócone o 180 stopni zabójstwo. Ponadto zakłada, że na każdy akt samobójczy składają się następujące komponenty motywacyjne (mogące mieć charakter nieświadomy):
- nienawiść i chęć zabicia uwewnętrznionej reprezentacji obiektu lub zniszczenia innych osób, zemszczenia się,
- pragnienie zostania zabitym wynikające z poczucia winy,
- pragnienie śmierci wynikające ze spiętrzającego się poczucia bezradności.

Poza myślami samobójczymi autor dostrzega także przejawy skłonności samobójczych w tzw. ekwiwalentach samobójstwa i klasyfikuje je następująco:
- przewlekłe samobójstwo (ang. chronic suicide) – mogące obejmować: ascetyzm, męczeństwo, inwalidyzujący neurotyzm, uzależnienie od substancji psychoaktywnych, aspołeczne zachowania, psychozy,
- ogniskowe samobójstwo (ang. focal suicide) – mogące obejmować: samookaleczenia, wielokrotne operacje chirurgiczne, sprowokowane przez daną osobę wypadki, impotencję, oziębłość seksualną,
- organiczne samobójstwo (ang. organic suicide) – mogące skupiać się na psychologicznych czynnikach w chorobach somatycznych, w szczególności na ich samokarzących, agresywnych i erotycznych komponentach.

### Skłonności samobójcze w wielopłaszczyznowym ujęciu Edwina S. Shneidmana
Koncepcje Shneidmana prezentują myśli i tendencje samobójcze jako wielopłaszczyznowe zjawisko, w którym istotną rolę odgrywają: frustracja, deprywacja i niezaspokojone pragnienia jednostki. Myśl o przerwaniu stanu nieznośnego cierpienia (poprzez śmierć lub “zaśnięcie na zawsze”) jawi się takiej osobie jako rozwiązanie. Perspektywa targnięcia się na własne życie wydaje się możliwością, która kładzie kres cierpieniu, frustracji i poczuciu samotności. Poprzez samobójstwo człowiek chce odciąć się od bolesnych przeżyć (pozbawić się świadomości). Celem samobójstwa jest pozbawienie się zdolności przeżywania (świadomości) przytłaczającego bólu psychicznego. Osoba ze skłonnościami samobójczymi ma poczucie znalezienia się w potrzasku, bycia odrzuconą, osaczoną, nieudolną, beznadziejną i bezsilną. Wśród przeżyć takiej osoby obecna jest ambiwalencja. Osoba taka zmaga się ze złożonością i sprzecznościami swoich uczuć, postaw i impulsów – zarówno wobec siebie samej, innych osób, jak i wobec samego aktu samobójczego. Świadomość osoby zmierzającej do popełnienia samobójstwa (jej funkcjonowanie poznawcze) jest zawężona (widzenie tunelowe). Jej stan psychiczny może przypominać stan osoby poddanej działaniu trucizn lub niektórych substancji psychoaktywnych – jest ona jak gdyby „odurzona” silnymi emocjami, co ogranicza jej percepcję i zdolność racjonalnego myślenia.

### Eskapistyczna teoria samobójstwa Roya F. Baumeistera
Eskapistyczna teoria samobójstwa (ang. Escape Theory of Suicide) Roya F. Baumeistera (stanowiąca zrewidowaną wersję teorii Jeana Baechlera powstałej w latach 70. XX w.) proponuje rozumienie czynu samobójczego jako następstwa sekwencji sześciu przyczynowo powiązanych ze sobą etapów tzw. drzewa decyzyjnego:
1. Przeżycia powodujące silne poczucie zawodu, rozczarowania, znacznie odbiegające od oczekiwań danej osoby (czego przyczyną mogą być zarówno nierealistyczne, wygórowane, rygorystyczne oczekiwania w stosunku do siebie, jak i bieżące problemy i niepowodzenia).
2. Przypisanie sobie odpowiedzialności za ów stan rzeczy, co określane jest także jako atrybucja do wewnątrz, czyli skierowana ku ja.
3. Zestawienie ja z przyjętymi wobec siebie oczekiwaniami wzbudzające bolesne poczucie nieadekwatności ja, jego niekompetencji, nieatrakcyjności, lęk przed odrzuceniem lub poczucie winy.
4. Wymienione odczucia powodują negatywny wpływ na stan afektywny oraz obniżenie nastroju.
5. Dążenie do ucieczki od negatywnego afektu realizowane jest poprzez tzw. poznawczą dekonstrukcję (ang. cognitive deconstruction, definiowaną jako przejście do mniej zintegrowanych, prostszych form myślenia konkretnego, skoncentrowanego na „tu i teraz” o zawężonej perspektywie czasowej, charakteryzujących się sztywnością poznawczą i emocjonalną oraz obronnym unikaniem złożonych interpretacji, co częściowo pozwala uzyskać stan zobojętnienia czy też odrętwienia), przy czym dana osoba może poszukiwać coraz to bardziej radykalnych sposobów na uwalnianie się od nieprzyjemnych myśli i uczuć.
6. Do następstw poznawczej dekonstrukcji należą: (a) postępująca redukcja zahamowań (ang. disinhibition) chroniących przed ZS (b) dominacja pragnienia ucieczki od negatywnego afektu przy wygaszeniu innych emocji (c) postawa bierności i rezygnacji z poszukiwania konstruktywnych rozwiązań oraz (d) skłonność do nieracjonalnie pesymistycznego oceniania sytuacji i odrzucania nadających wartość myśli. Wiąże się to z osłabieniem dążeń samozachowawczych, brakiem poczucia wewnątrzsterowności, brakiem antycypacji przyjemnych zdarzeń w przyszłości, redukcją poczucia więzi lub zobowiązań wobec bliskich, nierespektowaniem norm i zakazów społecznych – osłabieniem czynników, które zapobiegały impulsywnym, irracjonalnym lub ryzykownym działaniom przeciwko własnemu ja.

Teoria Baumeistera akcentuje stopniowy rozkład barier ochronnych, przy braku których myśli samobójcze mogą stawać się coraz silniejszymi bodźcami do działania. Innymi słowy, teoria eskapistyczna pozwala wyodrębnić istotny dla progresji myśli samobójczych do zachowań samobójczych czynnik, którym według niej jest odhamowująca samobójcze dążenia poznawcza dekonstrukcja.

### Interpersonalna teoria zachowań samobójczych Thomasa Joinera, KimberlyA. Van Orden i wsp.
Sformułowana w 2005 r. przez Thomasa Joinera, a następnie rozwiniętej przez Van Orden i wsp. interpersonalna teoria samobójstwa (ang. Interpersonal Theory of Suicide) zakłada, że większość prób samobójczych (zarówno tych, które skutkowały śmiercią, jak i tych, które nie doprowadziły do śmierci, choć była ona wysoce prawdopodobna) spowodowana jest jednoczesną obecnością trzech czynników. Współwystępowanie dwóch z nich, tj. niezaspokojonej potrzeby przynależności (ang thwarted belongingness) oraz poczucia, że jest się nie do zniesienia (ang. perceived burdensomeness), prowadzi do wystąpienia chęci odebrania sobie życia (myśli samobójczych). Dołączenie się trzeciego czynnika, jakim jest zdolność do podjęcia samobójstwa (ang. capability for suicide), skutkuje wystąpieniem prób samobójczych. Niezaspokojona potrzeba przynależności opisywana jest przez autorów jako konstrukcja interpersonalna posiadająca dwa aspekty: uporczywe uczucie samotności oraz brak relacji opierających się na wzajemnej trosce. Sytuacje, jakie mogą się z nią wiązać, to wycofanie społeczne, śmierć partnera, rozwód, konflikt rodzinny, przemoc w rodzinie, bycie ofiarą wykorzystywania seksualnego w dzieciństwie etc. Poczucie, że jest się nie do zniesienia, opisywane jest przez autorów również jako czynnik mający dwa główne aspekty: poczucie, że własna śmierć jest korzystniejsza niż życie oraz nienawiść wobec siebie. Czynnik ten może wiązać się z poczuciem, że jest się ciężarem dla bliskich, jak również z cierpieniem związanym z chorobą somatyczną, bezrobociem czy bezdomnością. Jego wyrazem mogą być komunikaty takie jak: „jestem bezużyteczny”, „sprawiam innym same problemy” etc. Jego emocjonalnymi komponentami mogą być poczucie winy, poczucie wstydu, niskie poczucie własnej wartości lub poczucie bycia zbędnym. Szczególnie wyraźny prosuicydalny wpływ poczucia, że jest się nie do zniesienia, stwierdzono, gdy pacjenci czuli się ciężarem nie tylko dla pojedynczej bliskiej osoby, ale dla wielu osób bliskich. Interpersonalna teoria zachowań samobójczych zakłada, że niezaspokojona potrzeba przynależności i poczucie, że jest się nie do zniesienia, są osobnymi czynnikami. Stąd nawet całkowita frustracja potrzeby przynależności nie wyłącza możliwości pojawienia się poczucia, że jest się nie do zniesienia. Potwierdzenia empirycznego dla tego modelu dostarczają badania, w których stwierdzono, że obecność tylko jednego z owych dwóch czynników wiąże się ze względnie niewielką skłonnością do wystąpienia myśli samobójczych, podczas gdy obecność ich obu silnie predysponuje do ich wystąpienia. Trzeci czynnik, który odpowiada za progresję myśli samobójczych do zachowań samobójczych, jest określany mianem zdolności do popełnienia samobójstwa i rozumiany jest jako przełamanie ewolucyjnie ukonstytuowanego lęku przed samobójstwem. Jego składową są m.in. lęk i tolerancja wobec bólu fizycznego. Zakłada się, że do przełamania owego lęku zwykle dochodzi poprzez habituację – ekspozycję na doświadczenia bólu związanego z chorobami somatycznymi, powtarzające się samookaleczenia lub zachowania samobójcze etc. Osiągnięcie stabilnego, nieambiwalentnego przekonania o tym, że planowana metoda samobójcza nie wywoła bólu, którego nie dałoby się znieść, uznawane jest za kluczowy komponent zdolności do popełnienia samobójstwa.

### Zintegrowany model motywacyjno-wolicjonalny Rory’ego C. O’Connora
Inspirowany wcześniejszym jeszcze modelem uniemożliwionej ucieczki (ang. arrested flight model) Marka Williamsa, model motywacyjno-wolicjonalny (ang. integrated motivational-volitional model – IMV) autorstwa Rory’ego C. O’Connora zakłada, że do wystąpienia zachowań samobójczych prowadzą trzy kolejne fazy: premotywacyjna, motywacyjna i wolicjonalna. Faza pierwsza, premotywacyjna, stanowi tło biospołeczne całego procesu i moderuje przebieg późniejszych faz. Obejmuje ona interakcje pomiędzy: (a) podatnością na stres jednostki oraz (b) czynnikami środowiskowymi i (c) wydarzeniami życiowymi. Druga, najbardziej złożona faza motywacyjna opisuje kształtowanie się myśli samobójczych. Wyjściowymi czynnikami na drodze ku myślom samobójczym są doświadczenie porażki lub doświadczenie upokorzenia, którym towarzyszy podatność na owe przeżycia. Dalej niemożność ucieczki od nich może doprowadzić do stanu osaczenia, co zależne jest od szeregu różnorodnych moderatorów determinujących subiektywny poziom zagrożenia dla ja (ang. threat to self moderators), m.in. strategii radzenia sobie, umiejętności rozwiązywania problemów społecznych, utrwalonych błędnych przekonań o własnej niezaradności czy też skłonności do ruminacji. Następnie stan osaczenia i poczucie braku wyjścia z sytuacji może wyzwolić myśli samobójcze, co z kolei zależne jest od moderatorów motywacyjnych (ang. motivational moderators): poczucia bycia ciężarem i poczucia braku przynależności, jak również czynników takich jak brak pozytywnych myśli o przyszłości, brak planów na przyszłość czy też brak wsparcia społecznego. W końcu przejście z fazy drugiej, czyli motywacyjnej do fazy trzeciej, czyli wolicjonalnej, podczas której myśli i zamiary samobójcze są realizowane (co oznacza progresję myśli samobójczych do zachowań samobójczych), może nastąpić pod wpływem moderatorów wolicjonalnych (ang. volitional moderators). Pośrednim etapem owej progresji jest określenie planu samobójczego: czasu, miejsca i metody. Model IMV zakłada, że moderatory biorące udział w tym procesie mogą mieć bardzo różnorodny charakter i nie zawiera ich zamkniętej listy. Do ważniejszych z nich należą: (a) nabyta zdolność do podjęcia zachowań samobójczych (ang. acquired capability for suicide) rozumiana jako wynik habituacji pozwalającej przełamać opór przed wyrządzeniem sobie krzywdy i sprawieniem sobie bólu (b) impulsywność (c) procesy wdrażania intencji (ang. implementation intentions), opisane przez Petera Gollwitzera, wiążą się z wcześniejszym określeniem kiedy, gdzie i w jaki sposób zrealizować zamiar samobójczy, utrwaleniem danego schematu reagowania, m.in. poprzez wielokrotne i szczegółowe powtarzanie prostego planu samobójczego, co sprawia, że w odpowiednich okolicznościach z łatwością może dojść do aktywacji zachowań samobójczych i ich niemal automatycznej realizacji przy niewielkich szansach na ich krytyczną reewaluację i przerwanie (d) znajomość innych osób, które przejawiały zachowania samobójcze (naśladownictwo jako forma społecznego uczenia się) oraz (e) dostęp do środków umożliwiających zachowania samobójcze.

### Inne koncepcje psychodynamiczne
Koncepcje psychoanalityczne sformułowane przez Sigmunda Freuda zakładają, że tendencje samobójcze są wyrazem instynktu śmierci (Tanatos, określany też mianem destrudo), którego celem jest samozagłada i powrót do stanu nieożywionego. Późniejsze koncepcje Freuda przyjmowały także, że samobójstwo może wyrażać chęć zabicia obiektu, z którym wcześniej dana osoba zidentyfikowała się. Odmienne spojrzenie proponuje Otto Fenichel, przedstawiając tendencje samobójcze i samobójstwo jako przejawy dążenia do zjednoczenia się z utraconym, kochanym obiektem.

## Myśli samobójcze a stosowanie leków przeciwdepresyjnych
Tzw. leki przeciwdepresyjne są niejednolitą grupą substancji o zróżnicowanej budowie chemicznej, mechanizmach działania i wpływie na organizm. Ponadto reakcje na ten sam lek przeciwdepresyjny mogą być znacząco odmienne u różnych pacjentów (osobnicza zmienność w odpowiedzi na lek). Szacuje się, że zastosowanie leku przeciwdepresyjnego przynosi istotną poprawę u ok. 50–70% pacjentów leczonych z powodu depresji. U blisko połowy z pozostałych zmiana leku również przynosi poprawę. Leki z tej grupy znajdują zastosowanie nie tylko w leczeniu zaburzeń depresyjnych, lecz także zaburzeniach lękowo-depresyjnych, zaburzeniach obsesyjno-kompulsyjnych, zaburzeniach lękowych uogólnionych, agorafobii, fobii społecznej, zaburzeniach adaptacyjnych, zaburzeniach stresu pourazowego, zaburzeniach jedzenia i innych.
Korzystny wpływ tych leków na nastrój pacjentów (i część innych aspektów funkcjonowania) zwykle ujawnia się po upływie 10–28 dni ich systematycznego stosowania. Nieco wcześniej dochodzi do poprawy w zakresie napędu psychomotorycznego, co subiektywnie wyraża się w poczuciu dysponowania większym zasobem energii czy też większymi chęciami do podejmowania aktywności. Z kolei działania niepożądane, jeżeli wystąpią, zwykle obserwowane są w ciągu pierwszych kilku dni od rozpoczęcia terapii. Mają one najczęściej łagodny charakter (np. przemijająca utrata łaknienia, nudności, biegunka, bóle głowy). Jednakże u niewielkiej części pacjentów dochodzi do nasilenia niepokoju, pobudzenia lub akatyzji. Wymienione sytuacje wzmożenia napędu lub pobudzenia, które poprzedzają poprawę w zakresie nastroju, mogą przejściowo nasilać myśli lub tendencje samobójcze (ulotki informacyjne znajdujące się w opakowaniach z lekami przeciwdepresyjnymi zwykle zawierają skróconą informację na ten temat). W takich przypadkach kontakt z lekarzem i odpowiednie zmodyfikowanie leczenia zwykle pozwalają na usunięcie lub zredukowanie działań niepożądanych. Ryzyko opisanych powikłań uwydatnia znaczenie odpowiedniej współpracy pacjent-lekarz w zakresie stosowanej farmakoterapii – szczególnie u pacjentów, u których wyjściowo obecne są myśli samobójcze.
Przeważająca część badań wskazuje, że stosowanie leków przeciwdepresyjnych, zwłaszcza z grupy selektywnych inhibitorów wychwytu zwrotnego serotoniny, w leczeniu depresji jednobiegunowej prowadzi do redukcji myśli samobójczych oraz zachowań samobójczych. Przyjmuje się, że efekt ten uzyskiwany jest za pośrednictwem ich korzystnego wpływu na objawy depresji jednobiegunowej. Niemniej jednak badania nad bezpieczeństwem stosowania leków przeciwdepresyjnych wciąż są prowadzone, przy czym wyniki części z nich wzbudzają kontrowersje.

## Ocena myśli samobójczych
Ocena nasilenia myśli samobójczych i związanego z nimi ryzyka samobójczego stanowi jeden z trudniejszych elementów pracy lekarzy, zwłaszcza psychiatrów, jak również psychologów klinicznych i psychoterapeutów. Zasadnicze znaczenie w tej ocenie posiada badanie stanu psychicznego oraz wywiad chorobowy. Postępowanie diagnostyczne wymaga wzięcia pod uwagę zarówno licznych czynników ryzyka, jak i czynników protekcyjnych w stosunku do samobójstwa, a także specyfiki zaburzeń w przebiegu których występują myśli samobójcze. Celem podniesienia trafności badania wykorzystuje się teoretyczne modele powstawania zachowań samobójczych. Nierzadko istnieje konieczność poszerzenia badania o wywiad środowiskowy (zaczerpnięcia informacji o pacjencie od bliskich mu osób). Rolę pomocniczą w ocenie myśli samobójczych pełnią różnego rodzaju kwestionariusze – należą do nich:
- Inwentarz orientacji na życie[a] (LOI – ang. The Life Orientation Inventory),
- Inwentarz powodów do życia[a] (RFL – ang. The Reasons For Living Inventory),
- Kwestionariusza zachowań samobójczych (SBQ – ang. The Suicide Behaviors Questionnaire),
- Skala Aktualnego Zagrożenia Samobójczego (SARS – ang. Suicidal Acute Risk Scale)[40]
- Skala depresji Becka (BDI – ang. Beck Depression Inventory),
- Skala intencji samobójczych (SIS – ang. The Suicide Intent Scale),
- Skala myśli samobójczych Becka (SSI – ang. Beck Scale for Suicide Ideation),
- Skala oceny ryzyka samobójczego Uniwersytetu Columbia[a] (C-SSRS – ang. Columbia Suicide Severity Rating Scale),
- Zmodyfikowana skala myśli samobójczych Becka (MSSI – ang. Beck Modified Scale for Suicide Ideation),

## Leczenie
Obecność myśli samobójczych wskazuje na konieczność zgłoszenia się po pomoc medyczną. Skuteczne leczenie zaburzenia psychicznego leżącego u podłoża myśli samobójczych pozwala na ich usunięcie. Może ono obejmować m.in. psychofarmakoterapię lub psychoterapię. Myśli samobójcze, którym towarzyszą tendencje do ich realizacji (tendencje samobójcze), mogą być wskazaniem do hospitalizacji psychiatrycznej – pozwala ona na zapewnienie pacjentowi wyższego poziomu bezpieczeństwa, na zastosowanie zintensyfikowanego leczenia oraz na częstsze modyfikowanie leczenia w zależności od bieżącego stanu zdrowia pacjenta. W przypadku niektórych zaburzeń psychicznych o ciężkim przebiegu (np. zespołu Cotarda) można zastosować także zabiegi elektroterapii. Zarówno leczenie ambulatoryjne (np. w poradni zdrowia psychicznego lub gabinecie prywatnym), jak i szpitalne (np. w oddziale psychiatrycznym), prowadzone jest przede wszystkim przy udziale psychiatrów, psychoterapeutów lub psychologów klinicznych.

## Instytucje oferujące wsparcie lub terapię
W przypadku występowania myśli samobójczych, szczególnie tych, którym towarzyszą tendencje do ich realizacji, następujące instytucje oferują profesjonalną pomoc:
- ośrodki interwencji kryzysowej,
- pogotowie ratunkowe,
- szpitalne oddziały ratunkowe,
- szpitalne izby przyjęć,
- poradnie zdrowia psychicznego,
- gabinety psychiatryczne, psychoterapeutyczne i psychologiczne,
- ośrodki całodobowej opieki zdrowotnej,
- ośrodki podstawowej opieki zdrowotnej,
- telefony zaufania,
- portale internetowe oferujące informacje i wsparcie,
- grupy wsparcia (o profilu zależnym od podłoża myśli samobójczych).